# Microbiologie médicale
La microbiologie médicale est une branche de la médecine s'attelant à la recherche des microbes (microbiologie) dans les prélèvements d'origine humaine dans le but de diagnostiquer des pathologies infectieuses associées.
Elle est dans certains pays une spécialité médicale à part entière (associée le plus souvent à l'infectiologie) et dans d'autres une sous-spécialité de la biologie médicale.
Elle se subdivise en :
- bactériologie médicale
- mycologie médicale
- parasitologie médicale (la parasitologie médicale n'est incluse que pour partie dans la microbiologie médicale étant donné la taille de certains parasites.)
- virologie médicale (les virus n'étant pas toujours considérés comme de véritables êtres vivants, certains auteurs les excluent du monde des microbes.)